# 白啄木
屬於啄木鸟科食果啄木鳥屬，主要分布於苏里南、法属圭亚那、巴西、玻利维亚、巴拉圭、乌拉圭和阿根廷。該鸟的特征以其鲜明的白色羽毛為主，翅膀呈黑色，眼睛周圍為亮黄色的斑纹。国际自然保护联盟（IUCN）將其评估为「無危物種」。

## 分类学
白啄木学名為「Melanerpes candidus」，首次由法国的自然学家奧托（Bernhard Christian Otto）於1796年在法屬圭亞那開雲所进行的描述中提及。此物種的原棲息地位於開雲。在動物形态学上，該鳥与食果啄木鳥屬有相似之處。白啄木屬於单型物種，目前未发现任何的亚种。

## 描述

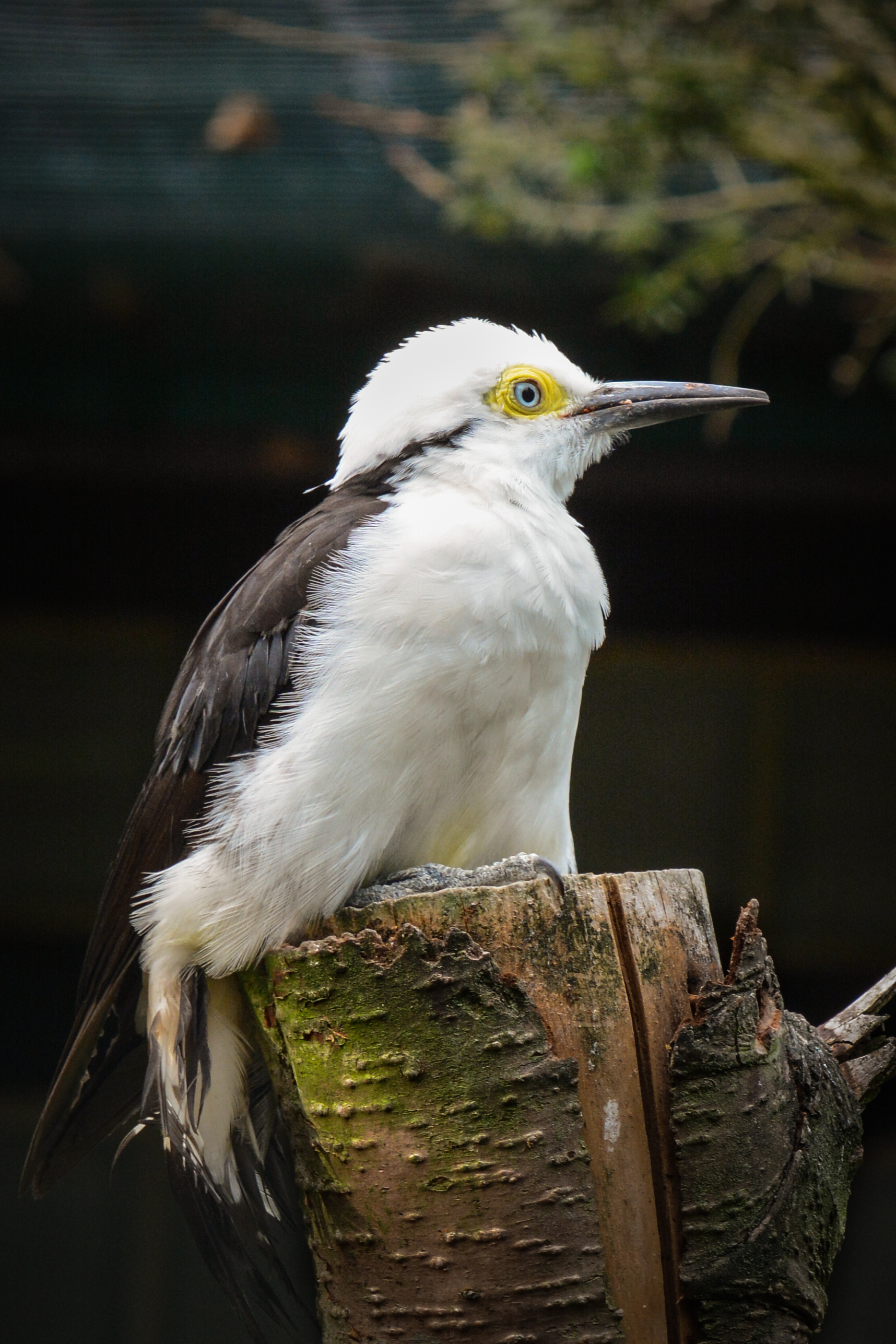
白啄木，攝於德国瓦爾斯羅的德世界公園

白啄木體長24—29公分，其重量為98—131公克；與同屬的与牙买加啄木鸟（英文：Jamaican woodpecker，學名：Melanerpes radiolatus）和刘易斯啄木鸟（英文：Lewis's woodpecker，學名：Melanerpes lewis）相當，該鳥為食果啄木鳥屬中最大的鸟類。成鳥的體羽特徵如下，背部、翅膀及尾部呈純黑色，其中翅膀覆羽為黑褐色，翼下覆羽則呈灰黑色。頭部的白色冠羽延伸至臉部、尾部及整個下半身，部分個體在白色區域可見淺褐色羽毛分佈。雄鳥在胸部和後頸部有醒目的黃色羽毛，雌鳥則無此特徵；但雌雄個體的腹部均點綴有黃色羽毛。眼部特徵特別顯著，黃色虹膜外環繞著明黃色裸皮區，眼後延伸出細長的黑色紋路直至頸部。喙部整體呈灰色，自喙基至尖端顏色逐漸變淺，足部呈灰色。與成鳥相比，雛鳥羽色偏棕且缺乏光澤，其淺色區域呈現米黃色而非純白特徵。雛鳥的眼周裸皮為灰色，成年後轉為黃色，無論雌雄雛鳥，其後頸部均可能帶有少量黃色羽毛。

## 生態習性
白啄木具有显著的集群行为，常可见到数十只个体呈线性队列进行群体飞行。其飲食具有多样化，主要攝食水果、浆果及各类种子，在取食过程中同时扮演种子传播者的生态角色，多活动于家族领域范围内。该物种会系统性攻击野蜂与黄蜂巢穴，猎食成虫、幼虫及蜂蜜等资源。繁殖期集中于9月至11月间，偶见集体营巢行为，但目前学界对其繁殖机制（包括求偶展示、巢位选择及育雏分工等）仍在進行研究。

## 分布与栖息地

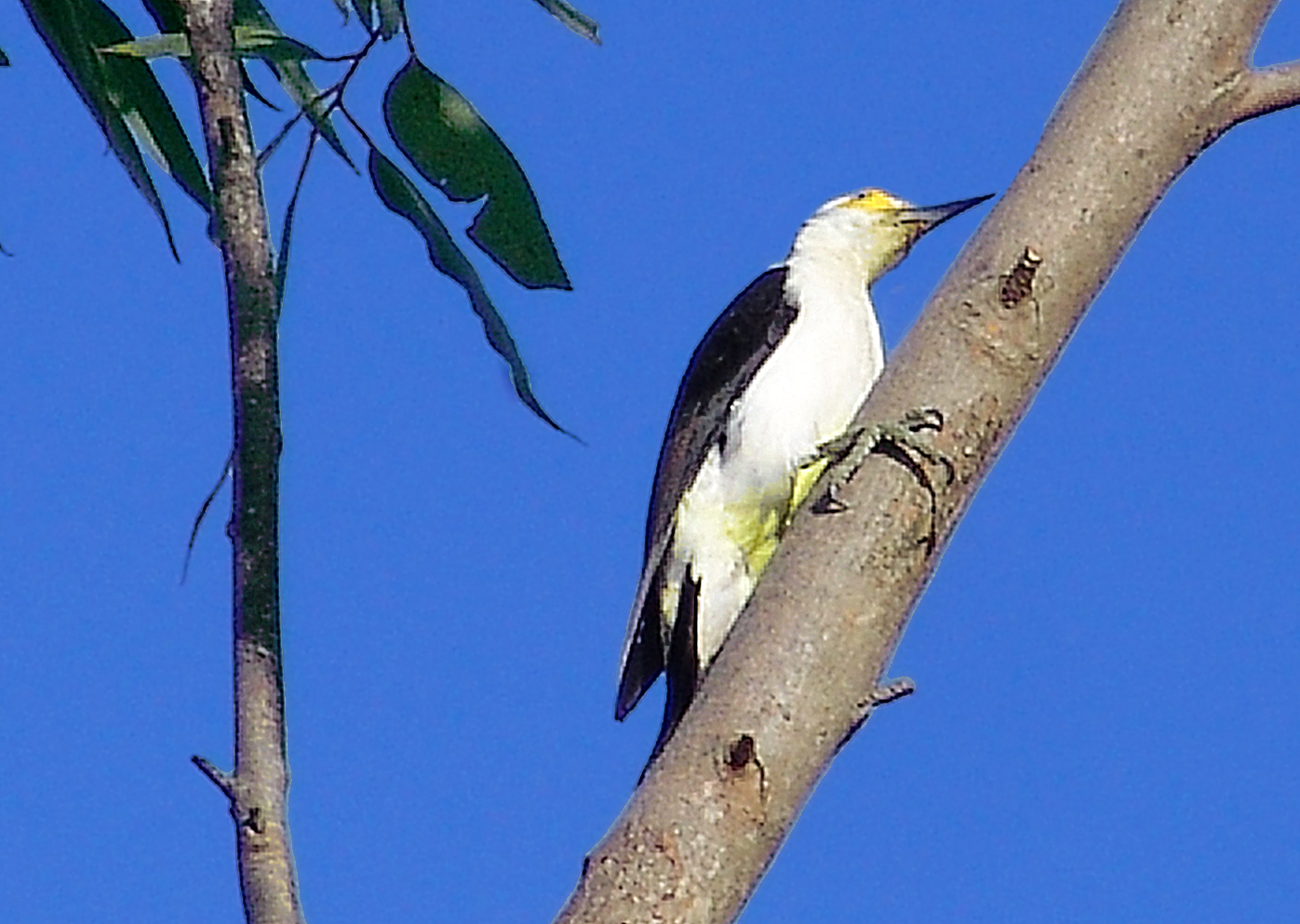
一隻在樹上的白啄木，攝於巴西

白啄木廣泛分布於安第斯山脈以東的南美洲地區，其分布範圍北起苏里南與法属圭亚那，向南涵蓋巴西大部分地區，並延伸至秘鲁東南部、玻利维亚、巴拉圭、乌拉圭以及阿根廷北部。此鳥類主要棲息於海拔約2,000公尺以下的區域，雖不進行季節性遷徙，但會因應環境進行短距離移動。其棲息環境呈現高度多樣性，包括森林邊緣、乾燥林地、草原灌木叢、人工種植園、果園、都會公園及紅樹林等地帶。白啄木展現極強環境適應力，活動範圍從城市近郊至森林伐木區皆有其蹤跡。

## 物种状况
白啄木的分布范围很大，估计近100萬平方公里，其分布範圍有持續往南擴大。尽管該鳥一般较少见，分布相对比較零散，但其總族群的数量正在增加。国际自然保护联盟（IUCN）已将其评估为「无危物种」。

## 外部連結
- White woodpecker videos （页面存档备份，存于） 網路上關於白啄木鳥的影片
- TrekNature.com （页面存档备份，存于） – Photo 1 （页面存档备份，存于） & Photo 2 （页面存档备份，存于） 白啄木鳥的照片
- Photo-High Res （页面存档备份，存于）; Article （页面存档备份，存于） 幾何學家--《巴西寫真》

- 维基共享资源上的相關多媒體資源：白啄木
- 維基物種上的相關：白啄木